# 하동 조씨
하동 조씨(河東趙氏)는 경상남도 하동군을 본관으로 하는 한국의 성씨이다. 시조는 고려에서 검교금오위대장군(檢校金吾衛大將軍)을 지낸 조관(趙琯)이다.

## 참고 자료
- “하동조씨(河東趙氏)”. 뿌리를 찾아서.[깨진 링크(과거 내용 찾기)]